# Guido Maus
Pour les articles homonymes, voir Maus (homonymie).
 (octobre 2009).
Guido Henri Maus (né le 5 novembre 1964 à Malmedy) est un peintre, dessinateur et sculpteur belge.

## Son œuvre
Peintre, dessinateur et sculpteur pratiquant un expressionnisme abstrait et minimaliste, puisant dans les controverses politiques et sociales contemporaines, et dont l'œuvre est pour la plupart dictée par une approche non dépourvue de conceptualisme profondément emprunt du désir de questionner la réalité socio-politique actuelle et d'y apporter un dialogue constructif quant à des changements dans l'univers humain.
Dans la série de travaux intitulée Opinionative Forces - Poems for the struggling Mensch, Maus a pour cible toutes les forces, extérieures comme intérieures, influençant l'Homme dans ses choix hebdomadaires - ces "forces du Mal" empêchant l'Homme de devenir le 'Mensch' parfait, l'être humain quintessenciel[réf. nécessaire].
Artiste autodidacte, actif en Belgique et à New York aux États-Unis où l'artiste est régulièrement exposé par des galeries tels que SOE à Birmingham, Alabama, ayant le support de la Fondation Andy Warhol à New York.
Nombreuses expositions de groupe et individuelles en Belgique et à l'étranger.
L'artiste possède également un site internet régulièrement mis à jour et qu'il considère vital dans son dialogue constant avec l'Art[réf. nécessaire].